# John Ridgely
John Ridgely (n. 6 septembrie 1909 – d. 18 ianuarie 1968) a fost un actor american.

## Filmografie
- White Banners (1938)
- Going Places (1938)
- He Couldn't Say No (1938)
- My Bill (1938)
- King of the Underworld (1939)
- They Made Me a Criminal (1939)
- Secret Service of the Air (1939)
- Torrid Zone (1940)
- The Fighting 69th (1940)
- Brother Orchid (1940)
- Dangerously They Live (1941)
- The Wagons Roll at Night (1941)
- The Big Shot (1942)
- Air Force (1943)
- Destination Tokyo (1943)
- Arsenic and Old Lace (1944)
- The Doughgirls (1944)
- God Is My Co-Pilot (1945)
- Pride of the Marines (1945)
- Danger Signal (1945)
- My Reputation (1946)
- Two Guys from Milwaukee (1946)
- The Big Sleep (1946)
- Nora Prentiss (1947)
- The Man I Love (1947)
- Cry Wolf (1947)
- Possessed (1947)
- High Wall (1947)
- Command Decision (1948)
- Sealed Verdict (1948)
- Luxury Liner (1948)
- Task Force (1949)
- Border Incident (1949)
- Once More, My Darling (1949)
- Half Angel (1951)
- Un loc sub soare (1951)
- Room for One More (1952)
- The Greatest Show on Earth (1952)
- Off Limits (1953)